# オイラー方程式 (流体力学)
流体力学におけるオイラー方程式（オイラーほうていしき、英語: Euler equations）とは、完全流体を記述する運動方程式である。

## 概要
この方程式は1755年にレオンハルト・オイラーにより定式化された。
完全流体とは粘性を持たない流体である。粘性がないため、境界条件として壁面でのすべりを許す必要がある。
高マッハ数の圧縮性流れでは、流速が大きいことから粘性や乱流の効果は壁面近くの小さな領域にしか現れないため、オイラー方程式を用いて流れの解析が行われる。

## 数学的な記述
オイラー方程式は
{\displaystyle {\frac {D{\boldsymbol {v}}}{Dt}}={\frac {\partial {\boldsymbol {v}}}{\partial t}}+({\boldsymbol {v}}\cdot \nabla ){\boldsymbol {v}}=-{\frac {1}{\rho }}\nabla p+{\boldsymbol {g}}}
で表される。
ここで v は流体の速度場、ρ は密度場、p は圧力場で、g は流体の質量当たりにかかる外力場（加速度場）である。これはナビエ-ストークス方程式から粘性項を省いたものと同じである。
ベクトル解析の公式から、流体の渦度 {\displaystyle {\boldsymbol {\omega }}=\operatorname {rot} {\boldsymbol {v}}} で
{\displaystyle ({\boldsymbol {v}}\cdot \nabla ){\boldsymbol {v}}={\frac {1}{2}}\operatorname {grad} (v^{2})-{\boldsymbol {v}}\times {\boldsymbol {\omega }}}
と変形されるので、オイラー方程式は
{\displaystyle {\frac {\partial {\boldsymbol {v}}}{\partial t}}+{\frac {1}{2}}\operatorname {grad} (v^{2})+{\frac {1}{\rho }}\operatorname {grad} p-{\boldsymbol {g}}={\boldsymbol {v}}\times {\boldsymbol {\omega }}}
となる。
さらに密度が圧力だけで決まる順圧の場合には圧力関数
{\displaystyle P(p)=\int {\frac {dp}{\rho }}}
を導入すれば
{\displaystyle {\frac {1}{\rho }}\operatorname {grad} p=\operatorname {grad} P}
と表される。
外力が重力のような保存力である場合には、外力のポテンシャルを Λ として
{\displaystyle {\boldsymbol {g}}=-\operatorname {grad} \Lambda }
であり、オイラー方程式は
{\displaystyle {\frac {\partial {\boldsymbol {v}}}{\partial t}}+\operatorname {grad} \left({\frac {v^{2}}{2}}+P+\Lambda \right)={\boldsymbol {v}}\times {\boldsymbol {\omega }}}
となる。